# Milan Kučera (ski)
Milan Kučera, né le 18 juin 1974, est un coureur du combiné nordique tchèque. Il est le fils de Tomáš Kučera, également coureur du combiné nordique.

## Carrière
Actif de 1991 à 2002, il a participé à quatre éditions des Jeux olympiques d'hiver de 1992 à 2002, avec comme meilleur résultat une cinquième place à la compétition individuelle en 1998. Lors de sa première participation en Coupe du monde à Breitenwang, il termine troisième et remporte son unique victoire sept ans plus tard à Chaux-Neuve.

## Palmarès

### Jeux olympiques d'hiver
| Épreuve / Édition | Épreuve / Édition | Albertville 1992                 | Lillehammer 1994                 | Nagano 1998                      | Salt Lake City 2002 |
| Individuel        | Individuel        | Abandon                          | 31e                              | 5e                               | 41e                 |
| Sprint            | Sprint            | Épreuve inexistante à cette date | Épreuve inexistante à cette date | Épreuve inexistante à cette date | 35e                 |
| Par équipes       | Par équipes       | 6e                               | 5e                               | 8e                               | 9e                  |

### Championnats du monde
- Meilleure performance individuelle : 4e (Thunder Bay, 11 mars 1995)
- Meilleure performance par équipes : 6e (Trondheim, 26 février 1997)

### Coupe du monde
- Meilleure place au classement général : 11e en 1998.
- 3 podiums dont 1 victoire

#### Détail de la victoire
| Édition | Épreuve                               |
| 1998    | Chaux-Neuve (Gundersen – K90 / 15 km) |

### Championnat du monde junior
- Reit im Winkl, 1991 : Médaille d'or en individuel Gundersen et par équipes
- Strbske Pleso, 1990 : Médaille d'argent par équipes
- Breitenwang, 1994 : Médaille d'argent en individuel Gundersen

### Coupe du monde B
- 3 podiums dont 1 victoire à Liberec en 1991